# أل لوي
أل لوي (بالإنجليزية: Al Lowe)‏ هو مطور ألعاب فيديو ‏ ومهندس وملحن وعالم حاسوب أمريكي، ولد في 24 يوليو 1946 في جومبو.

## وصلات خارجية
- الموقع الرسمي
- أل لوي على موقع IMDb (الإنجليزية)